# Jorj O. Osterberg
Jorj Oscar Osterberg  (* 18. Januar 1915 in New York City; † 1. Juni 2008) war ein US-amerikanischer Bauingenieur, bekannt für die Erfindung verschiedener Messverfahren und Testgeräte in der Geotechnik.
Osterberg studierte ab 1931 an der Columbia University (Bachelorabschluss 1935) und ab 1936 bei Arthur Casagrande an der Harvard University (Masterabschluss 1937). Danach ging er an die Cornell University, wo er 1940 promoviert wurde. Er ging an die Waterways Experiment Station des US Army Corps of Engineers in Vicksburg (Mississippi). 1942/43 lehrte er an der University of Illinois und ab 1943 an der Northwestern University, wo er bis zu seiner Emeritierung 1985 blieb. Er zog danach nach Colorado und setzte seine umfangreiche Tätigkeit als beratender Ingenieur fort.
Osterberg erfand den in den USA viel verwendeten (hydraulisch betriebenen) Osterberg Sampler für die Entnahme von Bodenproben und die Osterberg-Zelle (Osterberg oder O-Cell), die die Praxis der  Pfahlprobebelastungen für Bohrpfähle in den USA und darüber hinaus umwälzte. Dafür erhielt er 1994 den NOVA Award des Construction Innovation Forum und 1988 den Distinguished Service Award des Deep Foundations Institute. Die Osterberg Zelle wird unter Patentschutz von Loadtest Inc. hergestellt.
Er war Ehrenmitglied der American Society of Civil Engineers (ASCE) und war zeitweise Vorsitzender von deren Sektion für Bodenmechanik und Grundbau. Er war Mitglied der National Academy of Engineering (1975). 1988 erhielt er die Royal Swedish Medal. 1985 war er Terzaghi Lecturer und 1993 erhielt er den Terzaghi Award.
Er war seit seiner Zeit in Vicksburg mit Ruth Embree verheiratet und hatte vier Kinder.